# Philipp Konrad Nöll
Philipp Konrad Nöll (* 22. April 1846 in Mühlhausen (Schwalm-Eder-Kreis); † 27. Juni 1906 in Holzhausen (Stadtteil von Homberg (Efze))) war ein deutscher Kommunalpolitiker und Abgeordneter des Provinziallandtages der preußischen Provinz Hessen-Nassau.

## Leben
Philipp Konrad Nöll wurde als Sohn des Heinrich Nöll (1813–1856) und dessen zweiter Ehefrau Katharina Pfeffer (1811–1884) geboren. Nach seiner Schulausbildung erlernte er den Beruf des Landwirts und bewirtschaftete später den elterlichen Gutshof in Holzhausen, wo er über Jahre Bürgermeister war. Er nahm viele Ehrenämter wahr und hatte einen Sitz im Kreisausschuss des Kreises Homberg.
1899 erhielt er in indirekter Wahl ein Mandat für den Kurhessischen Kommunallandtag des Regierungsbezirks Kassel, aus dessen Mitte er zum Abgeordneten des Provinziallandtages der Provinz Hessen-Nassau bestimmt wurde. Er blieb bis zum Jahre 1904 in den Parlamenten.